# Очи у очи (албум)
Очи у очи је пети и последњи студијски албум музичке групе Дивљи кестен издат 2000. године за ПГП РТС. Био је другачији јер поред попа имао је мало и фолк призвук. Након тога група је објавила један албум уживо и две компилације, као и један соло албум који је објавио фронтмен бенда. На албуму се налази дует Срцу није лако са Драганом Мирковић, за који је снимљен и музички спот. Ово је једини албум на ком Игор Старовић није писао ни текстове ни музику, већ су то радили Радован Дабановић и Драган Брајовић Браја. Пратеће вокале је певала Леонтина Вукомановић.

## Списак песама
| №   | Назив                | Трајање |  |
| 1.  | Где из ове коже      | 3:10    |  |
| 2.  | Нити живим нити мрем | 3:11    |  |
| 3.  | Срцу није лако       | 3:22    |  |
| 4.  | Градови              | 3:29    |  |
| 5.  | Море отрова          | 4:42    |  |
| 6.  | Очи у очи            | 4:00    |  |
| 7.  | Лажем                | 3:13    |  |
| 8.  | Нек ти кажу кише     | 3:59    |  |
| 9.  | Веро неверо          | 3:28    |  |
| 10. | Узми ме ил остави    | 4:12    |  |